# Eupsilia hidakaensis
Eupsilia hidakaensis är en fjärilsart som beskrevs av Shigero Sugi 1987. Eupsilia hidakaensis ingår i släktet Eupsilia och familjen nattflyn. Inga underarter finns listade i Catalogue of Life.